# Rue du Château-d'Eau
Rue du Château-d'Eau je ulice v Paříži. Nachází se v 10. obvodu. Podle ulice je pojmenována stanice metra Château d'Eau.

## Poloha
Ulice vede od Boulevardu Magenta a Place de la République a končí u Rue du Faubourg-Saint-Denis, kde na ni navazuje Rue des Petites-Écuries.

## Původ jména
Název ulice (ulice vodojemu) odkazuje na fontánu, která se nacházela v prostoru dnešního Place de la République, odkud byla přesunuta na Avenue Jean-Jaurès.

## Historie
Ulic vznikla spojením dvou starších cest: Rue Neuve-Saint-Nicolas mezi fontánou a Rue du Faubourg-Saint-Martin a Rue Saint-Jean (či Rue Neuve-Saint-Jean) mezi Rue du Faubourg-Saint-Martin a Rue du Faubourg-Saint-Denis.
Ulice vznikla podél bývalého potoka Ménilmontant, který sloužil jako svod odpadních vod. V 60. letech 18. století vznikla severní strana Rue Neuve-Saint-Jean. Po roce 1802 byla postupně vybudována celá ulice. Během přestaveb za Druhého císařství došlo ke změnám v urbanismu ulice: byly proraženy bulváry Magenta a Strasbourg, vznikla budova radnice 10. obvodu, hasičská zbrojnice, tržnice Saint-Martin apod.

## Významné stavby
- dům č. 3: Bourse du travail de Paris z let 1888–1896 v novorenesančním slohu.
- dům č. 16: kolem roku 1778 se do domu nastěhoval kat Charles-Henri Sanson.
- dům č. 29: Maison de la culture yiddish.
- domy č. 31-33: tržnice Saint-Martin z roku 1854.
- dům č. 34: restaurace Le Petit Château d’eau, která si uchovala svou výzdobu ve stylu Belle Époque z roku 1904.
- dům č. 39: nejmenší dům v Paříži.
- dům č. 50: zbrojnice pařížských hasičů z roku 1849.
- dům č. 52: budova odvolacího soudu postavená roku 1892 na místě bývalých kasáren vyhořelých roku 1848.
- dům č. 61: divadelní budova s novoklasicistní fasádou.